# Wyżyna Łódzka
Wyżyna Łódzka – łódzki półwysep wyżynny, ciągnący się ze strefy południowopolskich wyżyn (ok. 300 m n.p.m.) w kierunku północnym do pradoliny Warszawsko-Berlińskiej (poniżej 100 m n.p.m.); wrzyna się głęboko w otaczające niziny – od zachodu w dolinę Warty, zaś od wschodu w dolinę Pilicy – rozrywając ich ciągłość; w efekcie ukształtował się tu dział wodny I rzędu między dorzeczami Wisły i Odry.
Wyżyna Łódzka to nazwa własna. Nie jest bowiem powszechnie uznawana za krainę geograficzną (nie znajduje się ani w geomorfologicznych ani w fizycznogeograficznych regionalizacjach Polski). Po raz pierwszy pojawiła się w opracowaniach geograficznych w 1927. Po II wojnie światowej upowszechniana przez łódzkiego geomorfologa Jana Dylika. Następnie wielu naukowców ze środowiska łódzkiego używało tej nazwy. Od kilkunastu lat pojawiła się tendencja unikania stosowania terminu Wyżyny Łódzkiej. Przemawia za tym fakt braku spełniania wszystkich wymogów, aby obszar, który obejmuje, zaliczyć do wyżyn (np. występowanie obszarów z wysokościami bezwzględnymi poniżej 300 m n.p.m.). Przyczyniło się to do stosowania zamiennie innych nazw: Wzniesienia Łódzkie, Wysoczyzna Łódzka, Garb Łódzki. Tymczasem Wyżyna Łódzka, spośród tych wszystkich, jest pojęciem najszerszym, „zawierającym w sobie” Wzniesienia Łódzkie oraz Wysoczyznę Łódzką (nazywaną też Garbem Łódzkim). Taka sytuacja spowodowała więc pewne pomieszanie pojęć jako skutek uboczny, który pojawił się przy realizacji celu wyrzucenia na dobre z literatury Wyżyny Łódzkiej.